# Харпер-Нельсон, Доун
Доун Харпер-Нельсон (англ. Dawn Harper-Nelson, род. 13 мая 1984 года) — американская легкоатлетка, которая специализируется в спринтерском барьерном беге. Олимпийская чемпионка 2008 года, серебряный призёр Олимпийских игр 2012 года, двукратный призёр чемпионатов мира (2011 и 2017) на дистанции 100 метров с барьерами. Двукратная победительница чемпионата США по лёгкой атлетике в 2003 и 2009 годах. Неоднократная призёрка национальной ассоциации в спринтерском и барьерном беге.
Окончила Калифорнийский университет по специальности психолога. В настоящее время тренируется у Боба Керси, мужа Джекки Джойнер-Керси.